# Biblioteca de Pérgamo

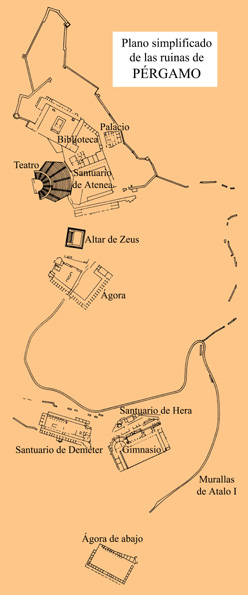
Mapa simplificado das ruínas da cidade indicando a localização da Biblioteca de Pérgamo próxima ao Templo de Atena.

A Biblioteca de Pérgamo, localizada no que é hoje a Turquia, foi uma das mais importantes bibliotecas do mundo antigo e um dos maiores centros da cultura helenística grega. Na antiguidade era a segunda em importância depois da Biblioteca de Alexandria. Ambas competiram  , durante um certo período de tempo, tanto em qualidade, quanto em número de volumes. A biblioteca reuniu um numeroso grupo de eruditos e literatos, encarregando-os da realização de estudos linguísticos e literários   que, tinha por objetivo competir com a Biblioteca de Alexandria  . O pouco que se conhece sobre essa biblioteca é creditado ao naturalista romano Plínio, o Velho em sua célebre História Natural.

## A cidade de Pérgamo
Fundada na época helenística, Pérgamo foi uma importante cidade da antiga Grécia, localizada na Anatólia, onde agora está localizada a moderna cidade turca de Bergama. Governada pela Dinastia Atálida, a cidade ganhou destaque como um centro administrativo que veio a formar uma aliança com a República Romana, cortando laços com os gregos.
Após estabelecer uma política de paz com Roma, já no século III a.C., desenvolveu um clima favorável à cultura, especialmente com a figura do rei Átalo I, que chamou a sua corte eruditos e artistas, e era ele mesmo um escritor. Os reis de Pérgamo eram grandes colecionadores de arte e, acima de tudo, bibliófilos que tinham uma grande preocupação com a cultura (como os Ptolomeus no Antigo Egito). Eles estavam interessados em converter sua capital, Pérgamo, em uma cidade culturalmente rica como a cidade de Atenas na época de Péricles.
A Biblioteca de Pérgamo, foi fundada por Átalo I e continuada por seu filho, construída por Eumenes II, um rei erudito e bibliófilo , Pérgamo tornou-se uma cidade rica e desenvolvida, com uma população estimada em mais de 200 000 habitantes. Culturalmente era rivalizada somente pelas cidades de Alexandria e Antioquia. Muitas obras importantes da escultura e da arquitetura foram produzidas nessa época, incluindo o célebre Altar de Pérgamo. Após a morte de Átalo III, filho de Eumenes II, em 133 a.C., Pérgamo passou ao domínio da República Romana. Após a queda de Constantinopla, Pérgamo se tornou parte do Império Otomano.
Pérgamo também foi uma importante cidade no Novo Testamento e foi mencionado por apóstolo João como uma das Sete Igrejas do Apocalipse. As ruínas de Pérgamo e sua biblioteca são agora os principais sítios arqueológicos da Turquia. 

## A Biblioteca de Pérgamo

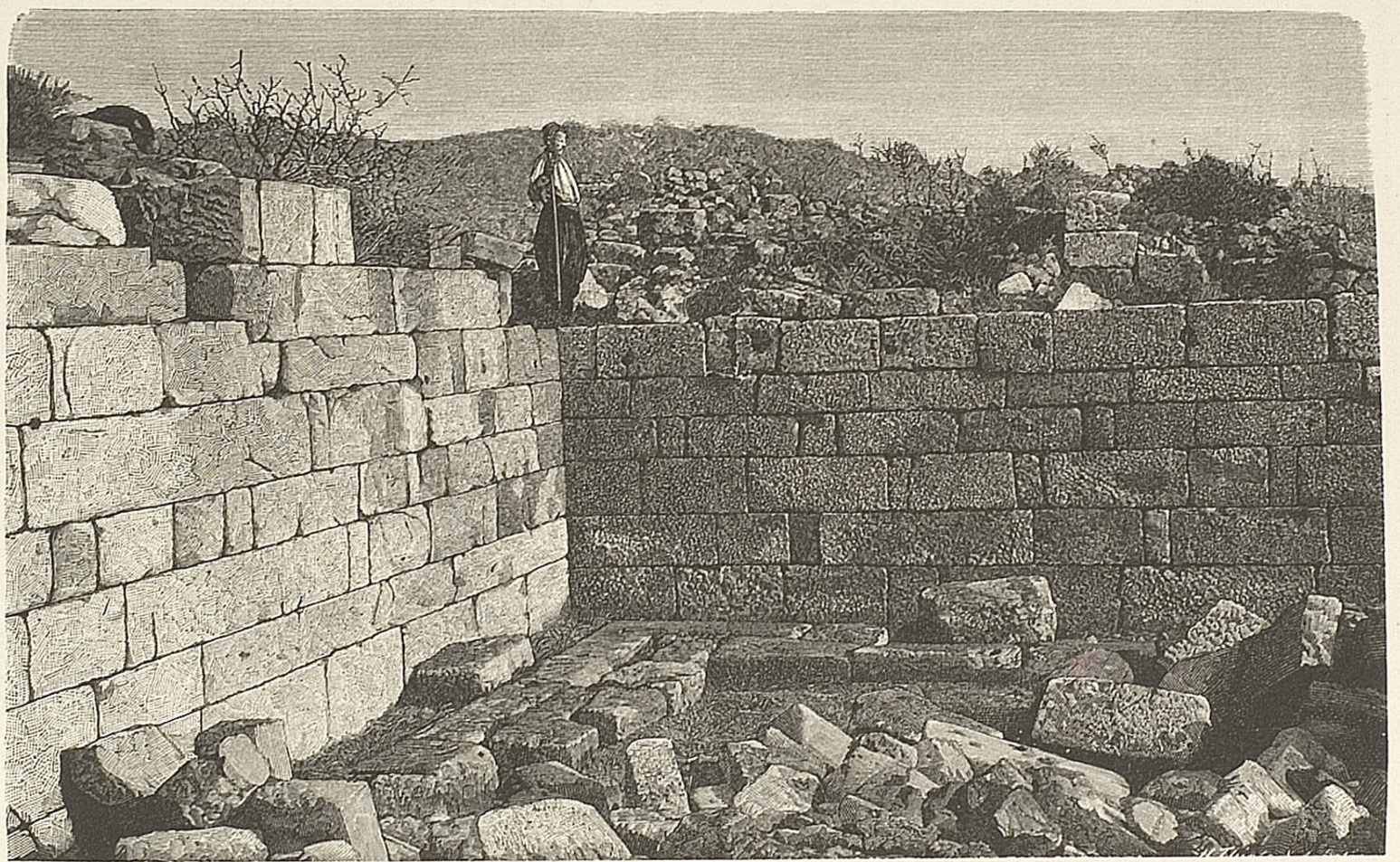
Biblioteca de Pérgamo, em 1885, antes da escavação

Em Pérgamo havia uma biblioteca que se afirmava abrigar aproximadamente 200 000 volumes, segundo os escritos de Plutarco. Construída por Eumenes II e situada no extremo norte de sua acrópole, que se tornou uma das mais importantes bibliotecas antigas. Diz a lenda que Marco Antônio deu a Cleópatra como um presente de casamento todos os 200 000 volumes de Pérgamo para o acervo da Biblioteca de Alexandria, esvaziando as prateleiras da Biblioteca de Pérgamo.
Se a biblioteca não alcançou a reputação intelectual de Alexandria, teve uma grande significação histórica, sendo a responsável por inventar o pergaminho (Charta Pergamenum), que por ser reciclável e resistente, viria a ser o suporte preferido para a escrita durante os mil anos seguintes  . 
Devido ao saque feito por Marco Antônio, em 40 a.C, a biblioteca desapareceu   . Uma história não comprovada sugere que Marco Antônio presenteou Cleópatra com o acervo da Biblioteca de Pérgamo como presente de casamento, possivelmente como uma pequena recompensa pelo incêndio parcial da Biblioteca de Alexandria, atribuído a Júlio César .
A cidade de Pérgamo deu origem ao pergaminho, um suporte de escrita feito de pele animal, usado até o final da Idade Média. Fabricado com pele de cabra, cordeiro ou ovelha, passava por um processo de limpeza e tratamento . A teoria de que sua criação foi uma resposta às sanções do Egito, que proibiu a venda de papiros para Pérgamo, carece de comprovação.
Acredita-se que nesta biblioteca foram guardados os manuscritos de filósofo Aristóteles  como um grande tesouro durante mais um século sem edições ou novas publicações. Somente depois que chegaram a Roma e devido principalmente ao empenho do político e escritor Cícero passou-se a editá-los e torná-los conhecidos, não só aos estudiosos, mas ao público em geral.
Na atualidade não existe nenhum índice ou catálogo das obras constantes na Biblioteca de Pérgamo, o que torna impossível conhecer a verdadeira dimensão ou extensão desta coleção. 
Estima-se que o acervo da Biblioteca de Pérgamo ultrapassasse os 200 mil volumes, incluindo os manuscritos de Aristóteles. O espaço da biblioteca era composto por quatro salas, sendo uma principal de 16m x 14m, adornada com bustos e uma estátua Atena, a deusa grega da sabedoria, possivelmente usada para leitura, conferências e reuniões, enquanto as outras três salas eram de menor dimensão, provavelmente utilizadas como depósitos de obras . A biblioteca possuía uma sala de leitura principal, onde havia muitas prateleiras. Um espaço vazio existia a parede exterior e as prateleiras para permitir a circulação de ar. Assim era possível evitar que o interior da biblioteca se tornasse excessivamente úmido em razão do clima quente de Anatólia, tendo como objetivo a preservação dos manuscritos da biblioteca. As obras eram escritas em rolos de pergaminho e então estes armazenados em prateleiras. 

## A origem do pergaminho
À cidade de Pérgamo é creditada a origem do pergaminho. Antes da invenção do pergaminho, os manuscritos eram transcritos em rolos de papiros que eram produzidos em Alexandria. Quando os Ptolomeus se recusaram a exportar mais papiros para Pérgamo, o rei Eumenes II ordenou que fosse encontrado um outro material que o substituísse na  confecção dos manuscritos, o que levou à produção do pergaminho, que é feito de uma folha fina de pele de ovelha ou de cabra. O uso do pergaminho reduziu a dependência dos gregos e romanos em relação aos papiros egípcios e permitiu um aumento na disseminação do conhecimento em toda a Europa e Ásia. A introdução do pergaminho também ampliou a importância cultural da Biblioteca de Pérgamo no mundo antigo.